# سليمان عبد المنعم
سليمان عبد المنعم (4 فبراير 1957 - 25 مارس 2022) هو كاتب وأستاذ جامعي مصري، شغل منصب أستاذ القانون الجنائي بجامعة الإسكندرية.

## حياته
حصل على دكتوراه في القانون من جامعة غرينوبل الفرنسية، تولّى منصب الأمين العامّ لمؤسسة الفكر العربي بين عامي 2007 و2013، كما شغل منصب رئيس اللجنة التشريعية في المجلس القومي لحقوق الإنسان في مصر، والمدير التنفيذي لمركز الدراسات والبحوث القانونية والاقتصادية في جامعة الإسكندرية، وعضو اللجنة الاستشارية في مكتبة الإسكندرية. درّس مادّة القانون في كلية الحقوق في جامعة الإسكندرية وجامعة بيروت العربية.
عمل خبيراً دولياً لدى منظّمة الأمم المتحدة وجامعة الدول العربية، حيث أعدّ وشارك في إعداد العديد من الاتفاقيات ومشروعات القوانين المختلفة، كما شارك في العديد من المؤتمرات العربية والدولية من خلال تقديم أوراق عمل أو بحوث أو إدارة الجلسات.

## أعماله
له العديد من الإسهامات الثقافية والفكرية، وأكثر من عشرين مؤلّفاً علمياً في القانون باللغتين العربية والفرنسية، فضلاً عن عشرات المقالات في صحف مصرية وعربية.
روايات وقصص
- 1993: الفصل الأول من الهذيان (رواية)
- 1999: أربع ورقات منسية (مجموعة قصصية)

كتب
- 1996: أصول المحاكمات الجزائية - الدعوى الجنائية
- 1997: أصول الإجراءات الجزائية تشريع وقضاء وفقه
- 1999: أصل علم الإجرام والجزاء
- 2002: القسم الخاص من قانون العقوبات
- 2003: أصول الإجراءات الجنائية، الكتاب الأول
- 2003: علم الإجرام والجزاء
- 2006: أصول الإجراءات الجنائية
- 2012: الدولة المأزومة والمجتمع الحائر
- 2009: قانون العقوبات الخاص
- 2014: النظرية العامة لقانون العقوبات
- 2015: نطاق السريان الزماني للقواعد الجنائية (دراسة في الحلول النظرية وصعوبات التطبيق)
- 2015: الجوانب الموضوعية والإجرائية في أتفاقية الأمم المتحدة لمكافحة الفساد
- 2015: تراجع مبدأ مادية الجريمة
- 2015: الجوانب الإشكالية في النظام القانوني لتسليم المجرمين (دراسة مقارنة)
- 2015: بطلان الإجراء الجنائي "دراسة تحليلية نقدية للتشريع المصري والقضاء المقارن"

## وفاته
توفي في 25 مارس 2022